# S Monocerotis

Cúmulo NGC 2264, donde se ubica la estrella S Monocerotis, a 2350 años luz.

S Monocerotis (S Mon / 15 Monocerotis / HD 47839 / HR 2456) es una estrella en la constelación de Monoceros, el unicornio, de magnitud aparente +4,66. La distancia a la que se encuentra no es bien conocida; medidas directas de paralaje la sitúan a poco más de 1000 años luz de distancia del sistema solar pero si, como es probable, forma parte del cúmulo NGC 2264, su distancia sería considerablemente mayor, en torno a 2350 años luz.
S Monocerotis es un sistema binario masivo compuesto por dos estrellas calientes cuyo período orbital es de 25 años.
El estudio de la órbita mediante interferometría y con el telescopio espacial Hubble da como resultado una separación media entre las dos estrellas de 26 UA, con una elevada excentricidad que hace que la distancia entre ambas varíe entre 6 y 46 UA —considerando que S Monocerotis está a unos 2500 años luz—.
La estrella primaria del sistema tiene tipo espectral O7V y una temperatura superficial que alcanza los 37.500 K.
La estrella secundaria puede ser de tipo O9.5Vn.
La masa de ambas componentes es incierta; la más masiva puede tener una masa comprendida entre 18 y 30 masas solares, y su acompañante una masa entre 12 y 20 masas solares.
Sus luminosidades respectivas pueden ser del orden de 125.000 y 50.000 veces la del Sol.
Las estrellas de NGC 2264 tienen una edad comprendida entre 1 y 10 millones de años, por lo que el sistema es muy joven.
Muy probablemente las dos componentes terminarán explotando como supernovas y la evolución de una interferirá con la de la otra.
S Monocerotis es una estrella ligeramente variable cuyo brillo fluctúa 0,06 magnitudes.